# Imbophorus aptalis
Imbophorus aptalis là một loài bướm đêm thuộc họ Pterophoridae. Loài này có ở Úc (từ miền bắc Queensland tới miền nam New South Wales và tây nam Úc), cũng như New Hebrides, Fiji và Tonga.
Sải cánh dài khoảng 10 mm.
Ấu trùng ăn Astrotricha latifolia và Astrotricha floccosa.